# Pencil Packin' Papa
Pencil Packin' Papa è un album in studio del pianista jazz statunitense Horace Silver, pubblicato nel 1994.

## Tracce
1. Pencil Packin' Papa - 5:48
2. I Got the Dancin' Blues - 7:08
3. Soul Mates - 6:50
4. I Need My Baby - 7:02
5. My Mother's Waltz - 6:11
6. Red Beans and Rice - 7:21
7. Blues for Brother Blue - 8:13
8. Let It All Hang Out - 4:56
9. Señor Blues - 6:58
10. Viva Amour - 5:59

## Formazione
- Horace Silver - piano
- Oscar Brashear, Ron Stout, Jeff Bernell - tromba, flicorno
- George Bohanon - trombone
- Maurice Spears - trombone
- Suzette Moriarty - corno francese
- Red Holloway, James Moody, Eddie Harris, Rickey Woodard - sassofono tenore
- Bob Maize - basso
- Carl Burnett - batteria
- O.C. Smith - voce